# Gottschalk von Gabelizo
Gottschalk von Gabelizo (lateinisch Godescalcus de Gabeli(n)zo; † nach 1117) war Stammvater der Grafen von Jabilinze und Belzig und Burggrafen von Brandenburg.

## Leben
Seine Herkunft ist unbekannt. Der Ritter Gottschalk (miles Godescalcus) wurde zwischen 1106 und 1117 viermal als Zeuge in Urkunden des Klosters Nienburg genannt, darunter 1117 durch Erzbischof Adelgot von Magdeburg.
Seine Söhne waren
- Siegfried, nahm 1130 die Abtei Nienburg ein und wurde später von Albrecht dem Bären getötet
- Baderich († nach 1179), Graf von Jabelinze und Dornburg und erster Burggraf von Brandenburg
- Alverich von Mehringen